# Élections législatives de 1981 dans le Pas-de-Calais
Les élections législatives françaises de 1981 dans le Pas-de-Calais se déroulent les 14 et 21 juin 1981.

## Élus
| Circonscription | Député sortant                            | Parti | Parti | Député élu ou réélu    | Parti | Parti |
| --------------- | ----------------------------------------- | ----- | ----- | ---------------------- | ----- | ----- |
| 1re             | André Delehedde                           |       | PS    | André Delehedde        |       | PS    |
| 2e              | Jean-Pierre Defontaine                    |       | MRG   | Jean-Pierre Defontaine |       | MRG   |
| 3e              | Lucien Pignion                            |       | PS    | Lucien Pignion         |       | PS    |
| 4e              | Claude Wilquin                            |       | PS    | Claude Wilquin         |       | PS    |
| 5e              | Jean Bardol                               |       | PCF   | Guy Lengagne           |       | PS    |
| 6e              | Dominique Dupilet                         |       | PS    | Dominique Dupilet      |       | PS    |
| 7e              | Jean-Jacques Barthe                       |       | PCF   | Jean-Jacques Barthe    |       | PCF   |
| 8e              | Roland Huguet                             |       | PS    | Roland Huguet          |       | PS    |
| 9e              | Jacques Mellick                           |       | PS    | Jacques Mellick        |       | PS    |
| 10e             | Maurice Andrieux                          |       | PCF   | Marcel Wacheux         |       | PS    |
| 11e             | Angèle Chavatte suppléante de Henri Lucas |       | PCF   | Noël Josèphe           |       | PS    |
| 12e             | Henri Darras                              |       | PS    | Henri Darras           |       | PS    |
| 13e             | André Delelis                             |       | PS    | André Delelis          |       | PS    |
| 14e             | Joseph Legrand                            |       | PCF   | Joseph Legrand         |       | PCF   |

## Positionnement des partis
Le Parti socialiste et le Mouvement des radicaux de gauche, au nom de la nouvelle majorité présidentielle, et le Parti communiste français, sous l'appellation « majorité d'union de la gauche », se présentent dans les quatorze circonscriptions du département. Les socialistes et les radicaux de gauche investissent André Delehedde *, adjoint au maire d'Arras et conseiller général de Vimy, Jean-Pierre Defontaine *, conseiller régional, Lucien Pignion *, maire de Saint-Pol-sur-Ternoise, Claude Wilquin *, maire de Berck et conseiller régional, Guy Lengagne, maire de Boulogne-sur-Mer et conseiller général de Boulogne-sur-Mer-Sud, Dominique Dupilet *, adjoint au maire de Boulogne-sur-Mer et conseiller général de Boulogne-sur-Mer-Nord, Robert Rembotte, Roland Huguet *, maire d'Isbergues et conseiller général de Norrent-Fontes, Jacques Mellick *, maire de Béthune et conseiller général de Béthune-Sud, Marcel Wacheux, sénateur, conseiller général et maire de Bruay-en-Artois, Noël Josèphe, maire de Beuvry, conseiller régional et conseiller général de Nœux-les-Mines, Henri Darras *, maire de Liévin, conseiller général et président du conseil général, André Delelis *, maire de Lens, conseiller général de Lens-Nord-Ouest et ministre du Commerce et de l'Artisanat, et Albert Facon, maire de Courrières, tandis que les communistes soutiennent Marcel Roger, adjoint au maire d'Arras, Martial Stienne, conseiller général de Vitry-en-Artois, Jean-Claude Lanvin, maire de Calonne-Ricouart, Paul Dumont, Jean Bardol *, maire de Saint-Étienne-au-Mont et conseiller régional, Denise Radenne, Jean-Jacques Barthe *, maire de Calais, conseiller général de Calais-Nord-Ouest et conseiller régional, Didier Talleux, Jean-Luc Bécart, maire d'Auchel et conseiller régional, Maurice Andrieux *, maire d'Hersin-Coupigny et conseiller général de Bully-les-Mines, Angèle Chavatte *, maire d'Annequin, conseillère générale de Cambrin et conseillère régionale, Jacqueline Poly, adjointe au maire d'Avion, Jules Tell, maire de Sallaumines et conseiller général de Lens-Est, et Joseph Legrand *, maire de Carvin.
Il en est de même avec l'Union pour la nouvelle majorité (UNM), alliance électorale réunissant les partis membres de la majorité sortante, qui soutient des candidats dans l'ensemble des circonscriptions : dans l'ordre, Jean-Marie Truffier (CDS), maire de Marœuil et conseiller général d'Arras-Nord, et Henri Ledieu (RPR), Jean-Paul Delevoye (RPR), adjoint au maire d'Avesnes-lès-Bapaume et conseiller général de Bapaume, Roger Pruvost (Rad.), maire de Frévent et conseiller général d'Auxi-le-Château, Léonce Deprez (PR), maire du Touquet, et Christian Tuaillon (RPR), conseiller général de Campagne-lès-Hesdin, Patrick Bateman (RPR), conseiller municipal de Samer, Albert Stoclin (PR), maire de Louches et conseiller général d'Ardres, Gérard Muys (CDS), Jean-Jacques Delvaux (RPR), André Flajolet (RPR), Jean Dagouneau (Rad.), Philippe Duez (CDS), Roger Beauvois (CDS), ancien conseiller municipal de Lens puis d'Aix-Noulette, Maurice Chevalier (RPR) et enfin, Calixte Foulon (UDF) et Dorys Thirion (RPR). À Arras (1re), Montreuil-sur-Mer - Étaples (4e) et Hénin-Beaumont (14e), la droite part divisée et deux candidats reçoivent l'investiture de l'UNM. En détail, on compte 9 candidats UDF et 8 RPR.
Enfin, le Parti socialiste unifié présente cinq candidats, Bernadette Durand (1re), Achille Chassot (6e), Dominique Lanères	(12e), Jacques Bondois (13e) et André Dufour (14e), sous l'étiquette « Alternative 81 », les écologistes en ont deux, Michel Velluet et Jean-Marie Sandor, conseiller municipal d'Hénin-Beaumont, dans les circonscriptions de Calais - Audruicq (7e) et Hénin-Beaumont, l'Organisation communiste des travailleurs (OCT) et Lutte ouvrière (LO) pour l'extrême gauche sont respectivement présents dans les 1re et 13e circonscription et dans la 7e, Janpier Dutrieux représente l'extrême droite.

## Résultats

### Résultats à l'échelle du département
| Parti          | Parti                              | Premier tour | Premier tour | Second tour | Second tour | Sièges |
| Parti          | Parti                              | Voix         | %            | Voix        | %           | Sièges |
| -------------- | ---------------------------------- | ------------ | ------------ | ----------- | ----------- | ------ |
|                | Parti socialiste                   | 296 420      | 41,02        | 235 322     | 45,55       | 11     |
|                | Parti communiste français          | 183 875      | 25,44        | 68 758      | 13,31       | 2      |
|                | Mouvement des radicaux de gauche   | 22 571       | 3,12         | 32 280      | 6,25        | 1      |
|                | Majorité présidentielle            | 502 866      | 69,58        | 336 360     | 65,10       | 14     |
|                |                                    |              |              |             |             |        |
|                | Union pour la démocratie française | 118 204      | 16,36        | 126 649     | 24,51       | 0      |
|                | Rassemblement pour la République   | 94 423       | 13,07        | 53 635      | 10,38       | 0      |
|                | Union pour la nouvelle majorité    | 212 627      | 29,42        | 180 284     | 34,90       | 0      |
|                |                                    |              |              |             |             |        |
|                | Parti socialiste unifié            | 3 156        | 0,44         |             |             | 0      |
|                | Divers écologiste                  | 2 524        | 0,35         | 0           |             |        |
|                | Extrême gauche                     | 1 134        | 0,16         | 0           |             |        |
|                | Extrême droite                     | 376          | 0,05         | 0           |             |        |
|                |                                    |              |              |             |             |        |
| Inscrits       | Inscrits                           | 946 834      | 100,00       | 682 288     | 100,00      | 14     |
| Abstentions    | Abstentions                        | 211 869      | 22,38        | 148 514     | 21,77       |        |
| Votants        | Votants                            | 734 965      | 77,62        | 533 774     | 78,23       |        |
| Blancs et nuls | Blancs et nuls                     | 12 282       | 1,67         | 17 130      | 3,21        |        |
| Exprimés       | Exprimés                           | 722 683      | 98,33        | 516 644     | 96,79       |        |

### Résultats par circonscription
| Aller aux résultats d'une circonscription                                 |
| ------------------------------------------------------------------------- |
| 1re • 2e • 3e • 4e • 5e • 6e • 7e • 8e • 9e • 10e • 11e • 12e • 13e • 14e |

#### Première circonscription (Arras)
| Candidat       | Candidat                      | Parti                | Premier tour | Premier tour | Second tour | Second tour |  |
| Candidat       | Candidat                      | Parti                | Voix         | %            | Voix        | %           |  |
| -------------- | ----------------------------- | -------------------- | ------------ | ------------ | ----------- | ----------- |  |
|                | André Delehedde sortant réélu | PS                   | 27 275       | 42,17        | 42 274      | 64,46       |  |
|                | Jean-Marie Truffier           | UDF (CDS)            | 14 360       | 22,20        | 23 307      | 35,54       |  |
|                | Marcel Roger                  | PCF                  | 13 723       | 21,22        | Retrait     | Retrait     |  |
|                | Henri Ledieu                  | RPR (UNM)            | 7 858        | 12,15        |             |             |  |
|                | Bernadette Durand             | PSU                  | 824          | 1,27         |             |             |  |
|                | Jean Pasqualini               | Extrême gauche (OCT) | 627          | 0,97         |             |             |  |
|                |                               |                      |              |              |             |             |  |
| Inscrits       | Inscrits                      | Inscrits             | 85 522       | 100,00       | 85 524      | 100,00      |  |
| Abstentions    | Abstentions                   | Abstentions          | 19 680       | 23,01        | 18 403      | 21,52       |  |
| Votants        | Votants                       | Votants              | 65 842       | 76,99        | 67 121      | 78,48       |  |
| Blancs et nuls | Blancs et nuls                | Blancs et nuls       | 1 175        | 1,78         | 1 540       | 2,29        |  |
| Exprimés       | Exprimés                      | Exprimés             | 64 667       | 98,22        | 65 581      | 97,71       |  |

#### Deuxième circonscription (Bapaume)
| Candidat       | Candidat                             | Parti          | Premier tour | Premier tour | Second tour | Second tour |  |
| Candidat       | Candidat                             | Parti          | Voix         | %            | Voix        | %           |  |
| -------------- | ------------------------------------ | -------------- | ------------ | ------------ | ----------- | ----------- |  |
|                | Jean-Pierre Defontaine sortant réélu | MRG            | 22 571       | 43,55        | 32 280      | 60,15       |  |
|                | Jean-Paul Delevoye                   | RPR (UNM)      | 17 699       | 34,15        | 21 389      | 39,85       |  |
|                | Martial Stienne                      | PCF            | 11 557       | 22,30        | Retrait     | Retrait     |  |
|                |                                      |                |              |              |             |             |  |
| Inscrits       | Inscrits                             | Inscrits       | 63 995       | 100,00       | 63 987      | 100,00      |  |
| Abstentions    | Abstentions                          | Abstentions    | 11 342       | 17,72        | 9 329       | 14,58       |  |
| Votants        | Votants                              | Votants        | 52 653       | 82,28        | 54 658      | 85,42       |  |
| Blancs et nuls | Blancs et nuls                       | Blancs et nuls | 826          | 1,57         | 989         | 1,81        |  |
| Exprimés       | Exprimés                             | Exprimés       | 51 827       | 98,43        | 53 669      | 98,19       |  |

#### Troisième circonscription (Saint-Pol-sur-Ternoise)
| Candidat       | Candidat                     | Parti          | Premier tour | Premier tour | Second tour | Second tour |  |
| Candidat       | Candidat                     | Parti          | Voix         | %            | Voix        | %           |  |
| -------------- | ---------------------------- | -------------- | ------------ | ------------ | ----------- | ----------- |  |
|                | Lucien Pignion sortant réélu | PS             | 21 726       | 45,46        | 29 849      | 61,18       |  |
|                | Roger Pruvost                | UDF (Rad)      | 17 654       | 36,94        | 18 940      | 38,82       |  |
|                | Jean-Claude Lanvin           | PCF            | 8 410        | 17,60        | Retrait     | Retrait     |  |
|                |                              |                |              |              |             |             |  |
| Inscrits       | Inscrits                     | Inscrits       | 59 411       | 100,00       | 59 404      | 100,00      |  |
| Abstentions    | Abstentions                  | Abstentions    | 10 897       | 18,34        | 9 696       | 16,32       |  |
| Votants        | Votants                      | Votants        | 48 514       | 81,66        | 49 708      | 83,68       |  |
| Blancs et nuls | Blancs et nuls               | Blancs et nuls | 724          | 1,49         | 919         | 1,85        |  |
| Exprimés       | Exprimés                     | Exprimés       | 47 790       | 98,51        | 48 789      | 98,15       |  |

#### Quatrième circonscription (Montreuil-sur-Mer)
| Candidat       | Candidat                     | Parti          | Premier tour | Premier tour | Second tour | Second tour |  |
| Candidat       | Candidat                     | Parti          | Voix         | %            | Voix        | %           |  |
| -------------- | ---------------------------- | -------------- | ------------ | ------------ | ----------- | ----------- |  |
|                | Claude Wilquin sortant réélu | PS             | 22 677       | 42,58        | 31 304      | 55,66       |  |
|                | Léonce Deprez                | UDF (PR)       | 13 565       | 25,47        | 24 936      | 44,34       |  |
|                | Christian Tuaillon           | RPR (UNM)      | 11 266       | 21,16        | Retrait     | Retrait     |  |
|                | Paul Dumont                  | PCF            | 5 740        | 10,78        |             |             |  |
|                |                              |                |              |              |             |             |  |
| Inscrits       | Inscrits                     | Inscrits       | 67 221       | 100,00       | 67 218      | 100,00      |  |
| Abstentions    | Abstentions                  | Abstentions    | 13 207       | 19,65        | 9 877       | 14,69       |  |
| Votants        | Votants                      | Votants        | 54 014       | 80,35        | 57 341      | 85,31       |  |
| Blancs et nuls | Blancs et nuls               | Blancs et nuls | 766          | 1,42         | 1 101       | 1,92        |  |
| Exprimés       | Exprimés                     | Exprimés       | 53 248       | 98,58        | 56 240      | 98,08       |  |

#### Cinquième circonscription (Boulogne-sur-Mer-Sud)
| Candidat       | Candidat            | Parti          | Premier tour | Premier tour | Second tour | Second tour |  |
| Candidat       | Candidat            | Parti          | Voix         | %            | Voix        | %           |  |
| -------------- | ------------------- | -------------- | ------------ | ------------ | ----------- | ----------- |  |
|                | Guy Lengagne élu    | PS             | 21 490       | 42,42        | 32 463      | 65,88       |  |
|                | Jean Bardol sortant | PCF            | 14 617       | 28,85        | Retrait     | Retrait     |  |
|                | Patrick Bateman     | RPR (UNM)      | 14 551       | 28,72        | 16 810      | 34,12       |  |
|                |                     |                |              |              |             |             |  |
| Inscrits       | Inscrits            | Inscrits       | 66 415       | 100,00       | 66 412      | 100,00      |  |
| Abstentions    | Abstentions         | Abstentions    | 15 139       | 22,79        | 15 616      | 23,51       |  |
| Votants        | Votants             | Votants        | 51 276       | 77,21        | 50 796      | 76,49       |  |
| Blancs et nuls | Blancs et nuls      | Blancs et nuls | 618          | 1,21         | 1 523       | 3           |  |
| Exprimés       | Exprimés            | Exprimés       | 50 658       | 98,79        | 49 273      | 97          |  |

#### Sixième circonscription (Boulogne-sur-Mer-Nord)
|                | Dominique Dupilet sortant réélu | PS             | 27 921 | 51,31  |  |  |  |
|                | Albert Stoclin                  | UDF (PR)       | 19 082 | 35,07  |  |  |  |
|                | Denise Radenne                  | PCF            | 6 204  | 11,41  |  |  |  |
|                | Achille Chassot                 | PSU            | 1 193  | 2,19   |  |  |  |
|                |                                 |                |        |        |  |  |  |
| Inscrits       | Inscrits                        | Inscrits       | 69 991 | 100,00 |  |  |  |
| Abstentions    | Abstentions                     | Abstentions    | 14 712 | 21,02  |  |  |  |
| Votants        | Votants                         | Votants        | 55 279 | 78,98  |  |  |  |
| Blancs et nuls | Blancs et nuls                  | Blancs et nuls | 879    | 1,59   |  |  |  |
| Exprimés       | Exprimés                        | Exprimés       | 54 400 | 98,41  |  |  |  |

#### Septième circonscription (Calais)
| Candidat       | Candidat                          | Parti             | Premier tour | Premier tour | Second tour | Second tour |  |
| Candidat       | Candidat                          | Parti             | Voix         | %            | Voix        | %           |  |
| -------------- | --------------------------------- | ----------------- | ------------ | ------------ | ----------- | ----------- |  |
|                | Jean-Jacques Barthe sortant réélu | PCF               | 23 578       | 42,59        | 33 473      | 60,29       |  |
|                | Gérard Muys                       | UDF (CDS)         | 17 698       | 31,97        | 22 044      | 39,71       |  |
|                | Robert Rembotte                   | PS                | 12 877       | 23,26        | Retrait     | Retrait     |  |
|                | Michel Velluet                    | Divers écologiste | 828          | 1,50         |             |             |  |
|                | Janpier Dutrieux                  | Extrême droite    | 376          | 0,68         |             |             |  |
|                |                                   |                   |              |              |             |             |  |
| Inscrits       | Inscrits                          | Inscrits          | 79 429       | 100,00       | 79 429      | 100,00      |  |
| Abstentions    | Abstentions                       | Abstentions       | 22 998       | 28,95        | 21 852      | 27,51       |  |
| Votants        | Votants                           | Votants           | 56 431       | 71,05        | 57 577      | 72,49       |  |
| Blancs et nuls | Blancs et nuls                    | Blancs et nuls    | 1 074        | 1,9          | 2 060       | 3,58        |  |
| Exprimés       | Exprimés                          | Exprimés          | 55 357       | 98,1         | 55 517      | 96,42       |  |

#### Huitième circonscription (Saint-Omer)
|                | Roland Huguet sortant réélu | PS             | 32 778 | 54,02  |  |  |  |
|                | Jean-Jacques Delvaux        | RPR (UNM)      | 20 668 | 34,07  |  |  |  |
|                | Didier Talleux              | PCF            | 7 226  | 11,91  |  |  |  |
|                |                             |                |        |        |  |  |  |
| Inscrits       | Inscrits                    | Inscrits       | 75 705 | 100,00 |  |  |  |
| Abstentions    | Abstentions                 | Abstentions    | 14 039 | 18,54  |  |  |  |
| Votants        | Votants                     | Votants        | 61 666 | 81,46  |  |  |  |
| Blancs et nuls | Blancs et nuls              | Blancs et nuls | 994    | 1,61   |  |  |  |
| Exprimés       | Exprimés                    | Exprimés       | 60 672 | 98,39  |  |  |  |

#### Neuvième circonscription (Béthune)
| Candidat       | Candidat                      | Parti          | Premier tour | Premier tour | Second tour | Second tour |  |
| Candidat       | Candidat                      | Parti          | Voix         | %            | Voix        | %           |  |
| -------------- | ----------------------------- | -------------- | ------------ | ------------ | ----------- | ----------- |  |
|                | Jacques Mellick sortant réélu | PS             | 24 356       | 47,92        | 34 924      | 69,34       |  |
|                | André Flajolet                | RPR (UNM)      | 13 717       | 26,99        | 15 436      | 30,66       |  |
|                | Jean-Luc Bécart               | PCF            | 12 754       | 25,09        | Retrait     | Retrait     |  |
|                |                               |                |              |              |             |             |  |
| Inscrits       | Inscrits                      | Inscrits       | 65 804       | 100,00       | 65 792      | 100,00      |  |
| Abstentions    | Abstentions                   | Abstentions    | 14 231       | 21,63        | 13 986      | 21,26       |  |
| Votants        | Votants                       | Votants        | 51 573       | 78,37        | 51 806      | 78,74       |  |
| Blancs et nuls | Blancs et nuls                | Blancs et nuls | 746          | 1,45         | 1 446       | 2,79        |  |
| Exprimés       | Exprimés                      | Exprimés       | 50 827       | 98,55        | 50 360      | 97,21       |  |

#### Dixième circonscription (Bruay-en-Artois)
| Candidat       | Candidat                 | Parti          | Premier tour | Premier tour | Second tour | Second tour |  |
| Candidat       | Candidat                 | Parti          | Voix         | %            | Voix        | %           |  |
| -------------- | ------------------------ | -------------- | ------------ | ------------ | ----------- | ----------- |  |
|                | Marcel Wacheux élu       | PS             | 19 210       | 44,75        | 30 532      | 76,66       |  |
|                | Maurice Andrieux sortant | PCF            | 15 825       | 36,86        | Retrait     | Retrait     |  |
|                | Jean Dagouneau           | UDF (Rad)      | 7 895        | 18,39        | 9 298       | 23,34       |  |
|                |                          |                |              |              |             |             |  |
| Inscrits       | Inscrits                 | Inscrits       | 58 007       | 100,00       | 58 003      | 100,00      |  |
| Abstentions    | Abstentions              | Abstentions    | 14 229       | 24,53        | 15 761      | 27,17       |  |
| Votants        | Votants                  | Votants        | 43 778       | 75,47        | 42 242      | 72,83       |  |
| Blancs et nuls | Blancs et nuls           | Blancs et nuls | 848          | 1,94         | 2 412       | 5,71        |  |
| Exprimés       | Exprimés                 | Exprimés       | 42 930       | 98,06        | 39 830      | 94,29       |  |

#### Onzième circonscription (Cambrin)
| Candidat       | Candidat                 | Parti          | Premier tour | Premier tour | Second tour | Second tour |  |
| Candidat       | Candidat                 | Parti          | Voix         | %            | Voix        | %           |  |
| -------------- | ------------------------ | -------------- | ------------ | ------------ | ----------- | ----------- |  |
|                | Noël Josèphe élu         | PS             | 20 214       | 39,35        | 33 976      | 70,63       |  |
|                | Angèle Chavatte sortante | PCF            | 19 629       | 38,21        | Retrait     | Retrait     |  |
|                | Philippe Duez            | UDF (CDS)      | 11 530       | 22,44        | 14 127      | 29,37       |  |
|                |                          |                |              |              |             |             |  |
| Inscrits       | Inscrits                 | Inscrits       | 66 586       | 100,00       | 66 584      | 100,00      |  |
| Abstentions    | Abstentions              | Abstentions    | 14 148       | 21,25        | 15 497      | 23,27       |  |
| Votants        | Votants                  | Votants        | 52 438       | 78,75        | 51 087      | 76,73       |  |
| Blancs et nuls | Blancs et nuls           | Blancs et nuls | 1 065        | 2,03         | 2 984       | 5,84        |  |
| Exprimés       | Exprimés                 | Exprimés       | 51 373       | 97,97        | 48 103      | 94,16       |  |

#### Douzième circonscription (Liévin)
|                | Henri Darras sortant réélu | PS             | 26 956 | 55,86  |  |  |  |
|                | Jacqueline Poly            | PCF            | 13 419 | 27,80  |  |  |  |
|                | Roger Beauvois             | UDF (CDS)      | 7 358  | 15,25  |  |  |  |
|                | Dominique Lanères          | PSU            | 525    | 1,09   |  |  |  |
|                |                            |                |        |        |  |  |  |
| Inscrits       | Inscrits                   | Inscrits       | 65 507 | 100,00 |  |  |  |
| Abstentions    | Abstentions                | Abstentions    | 16 228 | 24,77  |  |  |  |
| Votants        | Votants                    | Votants        | 49 279 | 75,23  |  |  |  |
| Blancs et nuls | Blancs et nuls             | Blancs et nuls | 1 021  | 2,07   |  |  |  |
| Exprimés       | Exprimés                   | Exprimés       | 48 258 | 97,93  |  |  |  |

#### Treizième circonscription (Lens)
|                | André Delelis sortant réélu | PS             | 22 160 | 55,74  |  |  |  |
|                | Jules Tell                  | PCF            | 9 421  | 23,70  |  |  |  |
|                | Maurice Chevalier           | RPR (UNM)      | 7 374  | 18,55  |  |  |  |
|                | Michel Darras               | LO             | 507    | 1,27   |  |  |  |
|                | Jacques Bondois             | PSU            | 291    | 0,73   |  |  |  |
|                |                             |                |        |        |  |  |  |
| Inscrits       | Inscrits                    | Inscrits       | 53 304 | 100,00 |  |  |  |
| Abstentions    | Abstentions                 | Abstentions    | 13 024 | 24,43  |  |  |  |
| Votants        | Votants                     | Votants        | 40 280 | 75,57  |  |  |  |
| Blancs et nuls | Blancs et nuls              | Blancs et nuls | 527    | 1,31   |  |  |  |
| Exprimés       | Exprimés                    | Exprimés       | 39 753 | 98,69  |  |  |  |

#### Quatorzième circonscription (Hénin-Beaumont)
| Candidat       | Candidat                     | Parti             | Premier tour | Premier tour | Second tour | Second tour |  |
| Candidat       | Candidat                     | Parti             | Voix         | %            | Voix        | %           |  |
| -------------- | ---------------------------- | ----------------- | ------------ | ------------ | ----------- | ----------- |  |
|                | Joseph Legrand sortant réélu | PCF               | 21 772       | 42,75        | 35 285      | 71,60       |  |
|                | Albert Facon                 | PS                | 16 780       | 32,95        | Retrait     | Retrait     |  |
|                | Calixte Foulon               | UDF (UNM)         | 9 062        | 17,79        | 13 997      | 28,40       |  |
|                | Jean-Marie Sandor            | Divers écologiste | 1 696        | 3,33         |             |             |  |
|                | Dorys Thirion                | RPR (UNM)         | 1 290        | 2,53         |             |             |  |
|                | André Dufour                 | PSU               | 323          | 0,64         |             |             |  |
|                |                              |                   |              |              |             |             |  |
| Inscrits       | Inscrits                     | Inscrits          | 69 937       | 100,00       | 69 935      | 100,00      |  |
| Abstentions    | Abstentions                  | Abstentions       | 17 995       | 25,73        | 18 497      | 26,45       |  |
| Votants        | Votants                      | Votants           | 51 942       | 74,27        | 51 438      | 73,55       |  |
| Blancs et nuls | Blancs et nuls               | Blancs et nuls    | 1 019        | 1,96         | 2 156       | 4,19        |  |
| Exprimés       | Exprimés                     | Exprimés          | 50 923       | 98,04        | 49 282      | 95,81       |  |